# Kaynan Duarte
Kaynan Casemiro Duarte (nascido no estado de São Paulo no dia 24 de janeiro de 1998) é um atleta brasileiro de submission e competidor faixa-preta de jiu-jitsu brasileiro (BJJ) . Duarte conquistou o título de campeão quatro vezes no Campeonato Mundial de submission da ADCC e duas vezes no Campeonato Mundial de Jiu-Jitsu da IBJJF, na categoria Peso Pesado.

## Biografia
Duarte nasceu em 24 de janeiro de 1998, em Pederneiras, São Paulo, Brasil.
Ainda na pré-adolescência, Duarte começou a se interessar por artes marciais e passou a frequentar aulas de judô. Foi por meio dessas aulas e com a influência de um primo que ele descobriu o jiu-jitsu brasileiro e decidiu migrar para essa modalidade.

## Carreira inicial
O primeiro instrutor de Duarte foi José Luis, e Duarte se deslocou para diversos lugares para treinar com diferentes pessoas, buscando ampliar seu conhecimento no esporte. Durante suas visitas a São Paulo, ele conheceu Paulo Ledesma, que era ligado à equipe Atos Jiu-Jitsu. Em 2016, Duarte mudou-se para San Diego, na Califórnia, para integrar a Atos Jiu-Jitsu sob a orientação de André Galvão. Galvão, que se tornou seu treinador, promoveu Duarte à faixa-preta em 2018, após Duarte vencer o Campeonato Mundial de Jiu-Jitsu da IBJJF de 2018 nas categorias peso pesado e absoluto da faixa-marrom. Duarte recebeu sua faixa-preta apenas um ano após ser promovido à faixa-marrom.

## Carreira como faixa-preta

### 2019-2020
No Campeonato Mundial da ADCC de 2019, Duarte venceu Eldar Rafigaev, Yuri Simões [en], Marcus Almeida e Nick Rodriguez [en], consagrando-se campeão na divisão peso pesado. Duarte também competiu na divisão absoluto, mas sofreu uma derrota surpreendente na primeira rodada para o peso-médio Lachlan Giles [en], sendo finalizado com um chave de calcanhar ou heel hook.
Duarte enfrentou Roberto "Cyborg" Abreu no evento principal do BJJ Bet em 6 de setembro de 2020, sendo derrotado por finalização. Em seguida, competiu no evento principal do Who's Number One contra Rodolfo Vieira em 11 de dezembro de 2020. Ele venceu a luta por finalização com um mata-leão.

### 2021-2022
Duarte foi convidado a competir em um torneio no Third Coast Grappling 6, realizado em 3 de abril de 2021. Ele derrotou Mason Fowler [en], Aaron "Tex" Johnson e Victor Hugo, conquistando o torneio. Em seguida, representou a equipe Atos Jiu-Jitsu no Subversiv 5, em 1º de maio de 2021. Duarte venceu ambos os adversários e ajudou a Atos Jiu-Jitsu a conquistar o título do evento. Posteriormente, foi convidado para o evento principal do inaugural Road to ADCC, enfrentando Matheus Diniz [en]. Duarte venceu a luta por finalização com uma chave de calcanhar.
Duarte sofreu uma derrota inesperada no campeonato Who's Number One, em 21 de setembro de 2021. Convidado para competir na divisão peso pesado, entrou como grande favorito e derrotou Kyle Boehm e Giancarlo Bodoni [en]. Na final, enfrentou o não ranqueado Tim Spriggs e foi finalizado com uma chave de calcanhar.
Duarte foi convidado para o Campeonato Mundial da ADCC de 2022, realizado em 17 e 18 de setembro de 2022. Ele conquistou seu segundo título ao derrotar Owen Livesey [en], Elder Cruz, Rafael Lovato Júnior e Craig Jones (lutador) [en], tornando-se campeão na divisão meio-pesado.

### 2023
Em 29 de janeiro de 2023, Duarte conquistou medalhas de ouro tanto na divisão superpesado quanto na divisão absoluto do Campeonato Europeu da IBJJF de 2023. Duarte foi então convidado a competir no Grand Prix Absoluto do BJJ Stars 10, realizado em 22 de abril de 2023. Ele venceu sua primeira luta contra Vinicius Liberati por finalização, mas foi desqualificado nas quartas de final contra Micael Galvão após realizar uma técnica proibida ao atacar o joelho do oponente.
Duarte competiu no Campeonato Mundial de Jiu-Jitsu da IBJJF de 2023, nos dias 3 e 4 de junho, e conquistou a medalha de prata na divisão superpesado e a de bronze na divisão absoluto. Ele participou do evento principal do Who's Number One 19 contra  Nicholas Meregali, na quinta luta entre eles, em 10 de agosto de 2023. Duarte perdeu a luta por finalização.
Duarte foi convidado a competir no Grand Prix Absoluto da IBJJF de 2023, com um prêmio de 40.000 dólares, em 1º de setembro de 2023. Posteriormente, ele desistiu do evento e foi substituído por Paulo Merlin. Duarte competiu em um torneio absoluto de oito lutadores no Polaris 25, em 30 de setembro de 2023. Ele venceu duas lutas por finalização e uma por decisão, consagrando-se campeão do torneio.

### 2024
Duarte competiu no Grand Prix Absoluto No Gi da IBJJF em 29 de fevereiro de 2024. Ele derrotou todos os três adversários e venceu o torneio.
Duarte enfrentou Pouya Rahmani [en] no Pit Submission Series 4, em 20 de abril de 2024. Ele perdeu a luta por decisão unânime.
Duarte competiu contra Luke Griffith no coevento principal do UFC Fight Pass Invitational 7, em 15 de maio de 2024. Ele perdeu a luta por finalização.
Duarte representou a equipe Kasai na divisão acima de 91 kg no Qualificatório Brasileiro da AIGA Champions League 2024, entre 23 e 25 de maio. Ele não competiu na rodada qualificatória, mas a equipe Kasai venceu o torneio.
Duarte recebeu um convite para competir na divisão até 99 kg do Campeonato Mundial da ADCC de 2024, realizado em 17 e 18 de agosto de 2024. Ele finalizou Daniel Schuardt, Declan Moody e Roberto Abreu para chegar à final, onde submeteu Rafael Lovato Júnior e conquistou o título dos 99 kg. Duarte também competiu na divisão absoluto, onde venceu Dante Leon [en] por pontos e finalizou Diego "Pato" Oliveira, Declan Moody e Roberto "Cyborg" Abreu, conquistando o título absoluto. Como resultado, ele foi premiado como "Melhor Atleta" no Mundial da ADCC de 2024.
Duarte enfrentou Roberto Jimenez [en] no evento principal do Who's Number One 25, em 4 de dezembro de 2024. Ele venceu a luta por decisão.

### 2025
Duarte está programado para enfrentar Nick Rodriguez [en] no evento principal do Who's Number One 27, em 18 de abril de 2025.

## Controvérsias
Em 7 de fevereiro de 2020, a Agência antidopagem dos Estados Unidos anunciou que Duarte testou positivo para Ostarine em um exame antidoping realizado após o Campeonato Mundial de Jiu-Jitsu da IBJJF de 2019. Duarte, que havia conquistado o título na divisão peso pesado naquele ano, teve sua medalha de ouro retirada e foi suspenso de competições da IBJJF por um ano. Ele afirmou que a ingestão de Ostarine não foi intencional.

## Resumo competitivo
Principais conquistas como faixa-preta:
- Campeonato Mundial da ADCC
  - Campeão em 2019 e 2022

- Melhor grappler no Campeonato Mundial da ADCC de 2024[47]

- Campeonato Mundial de Jiu-Jitsu da IBJJF
  - Campeão (peso pesado)
  - Terceiro lugar (absoluto) em 2021
  - Campeão em 2022

- Campeonato Mundial de Jiu-Jitsu No-Gi IBJJF
  - Campeão em 2018

- Campeonato Pan-Americano de Jiu-Jitsu Brasileiro da IBJJF
  - Campeão em 2019

- Campeonato Pan-Americano de Jiu-Jitsu No-Gi da IBJJF
  - Campeão (superpesado e absoluto) em 2020
  - Segundo lugar (absoluto)
  - Terceiro lugar (superpesado) em 2018

- Campeonato Europeu de Jiu-Jitsu IBJJF
  - Campeão (peso pesado)
  - Terceiro lugar (absoluto) em 2019

- Campeonato Mundial Profissional de Jiu-Jitsu de Abu Dhabi 
  - Campeão em 2019

- Who's Number One
  - Segundo lugar em 2021

Principais conquistas nas faixas coloridas:
- Campeonato Mundial de Jiu-Jitsu da IBJJF
  - Campeão em 2017 (roxa)
  - Campeão 2018 (marrom peso pesado e absoluto)
- Campeonato Mundial de Jiu-Jitsu No-Gi IBJJF
  - Campeão em 2017 (roxa) e 2018 (marrom)
- Campeonato Pan-Americano de Jiu-Jitsu Brasileiro da IBJJF
  - Campeão em 2017 (roxa)
  - Campeão 2018 (marrom))
- Campeonato Europeu de Jiu-Jitsu IBJJF
  - Campeão (marrom absoluto)
  - Segundo lugar (marrom peso pesado) em 2018

## Linhagem de instrutores
Mitsuyo "Conde Koma" Maeda → Carlos Gracie, Sr. → Helio Gracie → Rolls Gracie → Romero Cavalcanti →  Alexandre Paiva → Fernando "Tererê" Augusto → André Galvão → Kaynan Duarte